# Richard Barber
Pour les articles homonymes, voir Barber.
Richard William Barber (né en 1941) est un historien médiéviste britannique. Il est spécialiste de la légende arthurienne. Il a, entre autres, réalisé la biographie historique de référence d'Édouard, le Prince Noir.